# День объятий
День объятий — праздник, отмечаемый 21 января, 4 декабря и в другие дни. Согласно традиции праздника, заключить в дружеские объятия можно даже незнакомых людей. В этот день также проводятся различные флешмобы, связанные с объятиями.
Январский день объятий был заведён в США в 1986 году под названием Национального дня объятий (англ. National Hugging Day), а затем распространился и по всему миру.
Международный декабрьский праздник (англ. International Hug Day) появился в 70-х годах XX века, сложившись в студенческой среде западноевропейской молодёжи, но точные обстоятельства его появления неизвестны.
В Японии день объятий (ハグの日) неофициально отмечается 9 августа. Дата праздника, девятый день восьмого месяца, была выбрана из-за каламбура: два слога в англицизме ハグ (хагу), которым обозначают объятие, могут также означать числа. Слог «ха» в переводе с японского означает «восемь», а «ку» — «девять».
По своеобразному «поверью» во время дружеского объятия люди обмениваются душевным теплом. Существуют и «научные» обоснования полезности объятий: дружелюбные прикосновения повышают иммунитет, стимулируют центральную нервную систему, повышают в крови уровень гемоглобина, а также гормона окситоцина, вызывающего благожелательное расположение к другим людям.